# Cremastobaeus creon
Cremastobaeus creon är en stekelart som beskrevs av Mikhail Vasilievich Kozlov och Lê 1986. Cremastobaeus creon ingår i släktet Cremastobaeus och familjen Scelionidae. Inga underarter finns listade i Catalogue of Life.